# سامسون سبور
نادي سامسون سبور (بالتركية: Samsunspor Kulübü)‏هو نادي تركي محترف متعدد الرياضات مقره في مدينة سامسون، ويشتهر بقسم كرة القدم. تأسس النادي بعد دمج خمسة أندية: 19 مايو، أكينسبور، فنر جينجليك، سامسون سبور، وسامسون سبور غلطة سراي. ألوان النادي هي الأحمر والأبيض، ويلعب مبارياته على أرضه على ملعب سامسون 19 مايو.
حقق النادي المركز الثاني في دوري الدرجة الثانية في موسم 1968–69، لكنه تنافس بعد ذلك بين القسمين الأولين حتى عام 1993. وتنافس النادي في كأس الاتحاد الأوروبي لكرة القدم (إنترتوتو) في عامي 1997 و1998، وفاز بكأس البلقان في عام 1994.

## الانجازات

### دوري
- الدوري التركي الدرجة الاولى وصيف (مرتان) :1968–69, 2010–11

### كأس
- كأس البلقان (مرة) :1993–94

## وصلة خارجية
- (بالتركية) الموقع الرسمي